# Георгиос Янглис
Георгиос (Йоргис) Теодору Янглис (на гръцки: Γεώργιος, Γιώργης Γιαγκλής του Θεοδώρου) е гръцки андартски капитан, основен командир на Гръцката въоръжена пропаганда в Източна Македония.

## Биография
Янглис е роден в малкия македонски град Йерисос, тогава в Османската империя, днес в Гърция, в семейството на Теодорос и Асимия. В 1905 година заедно с Дукас Дукас, Атанас Хаджипантазиев, Андреас Макулис, Стерьос Влахвеис и Димитър Гоголаков съставляват основната сила на Гръцката въоръжена пропаганда в Сярско. Секретар на четата му е Николаос Серпис от Криводол. Гръцки източници определят четата му като недисциплинирана. В 1907 година заедно с капитан Панайотис Хупис участва в голямото сражение край Враста с българска чета, тръгнала от Неврокоп към Света гора.
В 1944 година, след разширяване на българската окупационната зона западно от Струма, бяга от Нигрита в скита „Свети Йоан Предтеча“ на светогорския Иверски манастир и се замонашва под името Гавриил. Умира в 1946 година. Тленните му останки са преместени в родния му град, където е издигнат и негов паметник.
През 2011 година Василиос Папас издава книгата „Ο Χαλκιδικιώτης Μακεδονομάχος Καπετάν Γιαγλής. Η ηρωική δράση του ένοπλου Σώματός του στη Χαλκιδική, στη Νιγρίτα και στο Άγιον Όρος“, в която са събрани негови спомени и документи от времето на борбите в Македония.